# Pull Up Some Dust and Sit Down
Pull Up Some Dust and Sit Down è un album di Ry Cooder, pubblicato dalla Nonesuch Records nel 2011. Il disco fu registrato al : "Wireland Studio" di Chatsworth, California, all'"Ocean Studios" di Burbank, California ed al "Drive-By Studios" di North Hollywood, California.

## Tracce
1. No Banker Left Behind – 3:36 (Ry Cooder)
2. El Corrido de Jesse James – 4:17 (Ry Cooder)
3. Quick Sand – 3:17 (Ry Cooder)
4. Dirty Chateau – 5:29 (Ry Cooder)
5. Humpty Dumpty World – 4:18 (Ry Cooder)
6. Christmas Time This Year – 2:49 (Ry Cooder)
7. Baby Joined the Army – 6:35 (Ry Cooder)
8. Lord Tell Me Why – 3:01 (Ry Cooder, Jim Keltner)
9. I Want My Crown – 2:37 (Ry Cooder)
10. John Lee Hooker for President – 6:08 (Ry Cooder)
11. Dreamer – 5:05 (Ry Cooder)
12. Simple Tools – 5:07 (Ry Cooder)
13. If There's a God – 3:06 (Ry Cooder)
14. No Hard Feelings – 5:52 (Ry Cooder)

## Musicisti
Brano 1
- Ry Cooder - voce, mandola, banjo, basso
- Joachim Cooder - batteria

Brano 2
- Ry Cooder - voce, chitarra (bajo sexto), basso
- Flaco Jimenez - accordion
- Arturo Gallardo - clarinetto
- Pablo Molina - sousaphone, corno alto
- Carlos Gonzales - tromba
- Erasto Robles - trombone
- Joachim Cooder - batteria
- Edgar Castro - percussioni

Brano 3
- Ry Cooder - chitarra, basso, voce
- Joachim Cooder - batteria

Brano 4
- Ry Cooder - voce, chitarra, basso
- Juliette Commagere - accompagnamento vocale
- Ismael Hernandez - violino
- Jesus Guzman - violino
- Jimmy Cuellar - violino
- Raul Cuellar - violino
- Joachim Cooder - batteria

Brano 5
- Ry Cooder - voce, chitarra, mandola, marimba
- Arnold McCuller - accompagnamento vocale
- Terry Evans - accompagnamento vocale
- Willie Green - accompagnamento vocale
- Joachim Cooder - batteria, basso

Brano 6
- Ry Cooder - voce, chitarra (bajo sexto)
- Flaco Jimenez - accordion
- Robert Francis - basso
- Joachim Cooder - batteria

Brano 7
- Ry Cooder - voce, chitarra

Brano 8
- Ry Cooder - voce, chitarra, tastiere, basso
- Jim Keltner - batteria
- Arnold McCuller - accompagnamento vocale
- Terry Evans - accompagnamento vocale
- Willie Green - accompagnamento vocale

Brano 9
- Ry Cooder - voce, chitarra
- Arturo Gallardo - sassofono, clarinetto
- Pablo Molina - sousaphone
- Carlos Gonzales - tromba
- Erasto Robles - trombone
- Robert Francis - basso
- Joachim Cooder - batteria
- Edgar Castro - timbales, snare drum, grancassa
- Arnold McCuller - accompagnamento vocale
- Terry Evans - accompagnamento vocale
- Willie Green - accompagnamento vocale

Brano 10
- Ry Cooder - voce, chitarra

Brano 11
- Ry Cooder - chitarra (bajo sexto), voce
- Flaco Jimenez - accordion
- Arturo Gallardo - sassofono alto
- Rene Camacho - basso
- Joachim Cooder - batteria

Brano 12
- Ry Cooder - voce, chitarra, marimba
- Juliette Commagere - accompagnamento vocale
- Rene Camacho - basso
- Joachim Cooder - batteria

Brano 13
- Ry Cooder - voce, chitarra, mandolino, basso
- Joachim Cooder - batteria

Brano 14
- Ry Cooder - voce, chitarra
- Joachim Cooder - batteria
- Robert Francis - basso
- Arnold McCuller - accompagnamento vocale
- Terry Evans - accompagnamento vocale
- Willie Green - accompagnamento vocale